# 慶来慶田城用緒
慶来慶田城 用緒（けらいけだぐすく ようちょ）は、15世紀後半の西表島の豪族である。

## 概要
西表島北西にある外離島で生れた。
宮古島の仲宗根豊見親と手を結んでいたと思われ、宮古島との航路の途中にあたる石垣島北端の豪族、平久保の加那按司の下女を懐柔し、その手引きでこれを攻め滅ぼし、その後、石垣島南部の豪族、長田大主と義兄弟の契りを交わしている。

「慶来慶田城由来記」は次のように記している。
一、其時分ニ平久保村かなじ与申者大屋からニ而、平久保村近辺之小村々之者共召集おとし付、自分ニ相随させ下人之様ニ召仕、稲粟作立、四五百石余貯置、牛馬三四百疋余飼立、い勢をふり罷居候由承及、自分壱人くり舟彼地江乗渡り、右遣之者共江西表島之者、慶来慶田城与申人拝用罷渡候段案内申候処、以外返答ニ、只米之洗汁を呑させ追迯候段有之ニ付、無是非勘忍仕隣所江相尋、宿を借仕、三四日滞在仕、丁主与細々右之事相語申候処、丁主も別而悦入、彼かなじ此中之仕はさ細々相語、道そや彼かなじ打はたし被下度願出、彼下女壱人さへ取入密通仕候得ハ、自由相成候積見及候間、下女呼寄御見懸度被申ニ付而、下女呼寄右之次第細々相語候処、下女ニもかなじ召遣□、夜昼ねむり不申、牛馬之様召遣候ニ付、別而同意仕、時を待入、一夜忍入打はたし候度相談仕置、六七日有、下女今夜時節ニ而被申ニ付而、あじ始妻子共不残打はたし候処、下人下女并村人数別而嬉し仕、近辺之小村々人々も其様子聞及、只今相揃応来慶田城江御礼申上、慶来慶田城追而暇乞いたし、平久保直ク石垣江着船仕、長田大主之家を相尋参上仕、右遣之者江西表島慶来慶田城与申人之拝用ニ罷渡候段、案内申上候処、内ニ入候段御返答有之、内ニ入たいめん仕、長田大主被申事、此中、西表島慶来慶田城与申人罷居候段承候へ共、遠海故、たいめん仕度朝夕思ひ為申事、今日互ニたいめん、大悦仕合之事御座候間、心安拝、三日之間滞在、緩々与御物語仕、平久保村かなじ打はたし候次第迄咄せ上、今者兄弟之ちきり被仰聞、誠以目出度仕合奉存、御暇乞仕、石垣直ク外離江着船仕候事
上記現代訳
一、その時分、平久保に加那あじという力のある人が、平久保村の近辺の小さな村々の者を集めておどしつけ、自分に従わせて下人のように召し使っていた。稲、粟を作り四、五百石ほど貯え、牛馬は三、四百頭も飼い、威勢を振るっていると聞いて、慶来慶田城は自分ひとりでくり舟に乗って、平久保へ渡り、加那あじの使いの者へ、「西表島の慶来慶田城という者がお会いしたくてやってきた」と案内を申し入れたところ、意外にも返答は、「ただ米の洗汁を呑ませて追い返せ」とのことであったので、しかたなく我慢して隣りを訪ね、宿を借り、三、四日滞在した。宿の亭主に詳細にこのことを語ったところ、亭主も、ことのほかよろこび、加那あじの最近のしわざを詳細に語り、「どうぞ加那あじを討ち果たして下さい」と願い出た。「加那あじの下女ひとりにさえ取り入って、ひそかに通じたならば、思いどおりになると思いますので、下女を呼び寄せ、お目にかけたい」というので、下女を呼び寄せ、この次第を詳細に語ったところ、下女も加那あじに召し使われ、夜も昼も寝むらせず、牛馬のように使われているので、すぐに同意した。時を待って、ある夜、忍び入り、打ち果たしたいと相談した。六、七日すぎて、下女から今夜がよいと告げられたので、加那あじをはじめ、妻子とも残らず打ち果たした。下人、下女ならびに村人は、ことのほか喜び、近辺の小村の人びとも、その様子を聞き及び、すぐにうち揃って慶来慶田城へお礼を申し上げた。慶来慶田城はやがて暇乞いをし、平久保村から、まっすぐ石垣に舟を着け、長田大主の家を訪ねて参上した。長田大主の使いの者へ、「西表島の慶来慶田城という者が拝謁のため来ました」と案内を申し入れたところ、「内へお入りなさい」と返答があり、内に入って対面した。長田大主が、「この頃、西表島に慶来慶田城という人がいるとうけたまわっていた。しかし遠海ゆえ叶わず、対面したいといつも思っていたが、今日互いに対面できたのは、大きな喜び、幸せのことだ」というので、心安く、三日間滞在してゆっくり語らい、平久保の加那あじを打ち果たした次第を申し上げ、今からは兄弟の契りをということで、誠にめでたいことと思った。暇乞いをし、石垣から、まっすぐ外離島へ着いた。

その後、同島は土地が狭く、暮らし向きが困難だったため、西表島の祖納集落に移住した。以下「由来記」の記述。
一、野底辻ハ地方狭ク有之、其上村建不罷成所、彼是諸事調成方不自由、思様相成不申候故、祖納村江罷渡、ふちこ与申所屋敷相求、三四年住居候処、其処ハ島崎ニ而朝夕波之おと聞きうこち有之ニ付而、能屋敷相求度、村内惣廻仕、東石や之屋敷ニ住居候処世をこらし□申事候由、其時分迄ハいまたおきなかなし御手内ニ成不申、二三年後御手内ニ成候付而、八重山島中常（豊）盤之世ニ成、右慶来慶田城、段々御奉公相勤次第役上り、首里大屋子役迄蒙□仰為申由、石垣江罷渡長田大父与物語仕、其上おきなかなし数度罷登拝為申由伝代有之候事
上記現代訳
一、野底辻は土地が狭く、そのうえ、村を建てることが出来ず、かれこれ諸事を調えることも不自由で思うようになないので、祖納村へ渡り、ふちこという所に屋敷を求めて、三、四年住んだ。しかし、そこは島の岬になっていて、朝夕波の音が聞こえてうるさいので、良い屋敷を求めて村内をすべてまわり、東石屋の屋敷に住んで世をすごしたという。その時分までは、まだ、沖縄がなし（首里王府のこと）の支配になっておらず、二、三年後に支配下に入ったので、八重山中が豊かな世になり、慶来慶田城は、いよいよ御奉公に務めたので、次第に役も上がり、首里大屋子まで仰せ付けられ、石垣島へ渡り、長田大主と語り合い、そのうえ、首里へ数度上国し、国王に拝謁したという言い伝えがある。
1500年、オヤケアカハチの乱が平定された後、琉球王府より「西表首里大屋子」の官職を与えられた。また嫡子の用庶は初代・与那国与人に就いている。
さらに孫の用尊の代(1530[享禄3]年)に西表島の内離島と外離島の間にオランダ船が漂着し、用尊はこれを救出し、礼として犬2頭をもらったのだが、この船の乗員がマラリアに罹患していたために、八重山列島にマラリアが蔓延するようになったともいう
子孫は錦芳氏慶田城家を名乗り、1770年頃に書かれた『慶来慶田城由来記』に、一族の事跡が記されている。